# Osredek pri Podsredi
Osredek pri Podsredi je naselje v Občini Kozje, sedež Krajevne skupnosti Osredek, ki je najmanjša krajevna skupnost v občini in obsega samo vas Osredek. Je izrazito hribovska vas, ki leži na pogorju Orlica. K vasi spada tudi najvišji vrh pogorja, Veliki vrh (701 m), ki se nahaja tik nad zaselkom Preska. Na vrhu stoji leta 2006 postavljen spomenik slovenskemu tolarju, ki je edino tovrstno spominsko obeležje v Sloveniji.